# Cerithium lutosum
Cerithium lutosum es una especie de molusco gasterópodo de la familia Cerithiidae. En México se le conoce comúnmente como caracolillo negro. Este gasterópodo es detritívoro.

## Clasificación y descripción
La concha de este molusco es turriforme, de color marrón obscuro casi negro, con bandas o manchas de color marrón rojizo. La apertura es aplanada del lado de la vuelta corporal. Presenta una ornamentación de tres a cuatro filas de nódulos en espiral de tamaño más o menos similar y una o dos várices en la vuelta corporal. La abertura está desplazada hacía el lado derecho, con el labio externo engrosado y un canal sifonal ancho y corto. Alcanza los 20 mm de longitud.

## Distribución
La especie Cerithium lutosum se distribuye en el Golfo de México, desde Florida y Texas, hasta las Antillas y Bermudas. En México se distribuye desde Tamaulipas hasta Yucatán y en Quintana Roo.

## Ambiente
Habita en aguas litorales y en zonas someras con la presencia de Thalassia testudinum.

## Estado de conservación
Hasta el momento en México no se encuentra en ninguna categoría de protección, ni en la Lista Roja de la IUCN (International Union for Conservation of Nature) ni en CITES (Convención sobre el Comercio Internacional de Especies Amenazadas de Fauna y Flora Silvestres).